# Day I Die
Day I Die is een nummer van de Amerikaanse indierockband The National uit 2017. Het is de vierde single van hun zevende studioalbum Sleep Well Beast.
"Day I Die" gaat over een gespannen en onzekere relatie. Het nummer bereikte in Amerika de 40e positie in de Rock Songs-lijst van Billboard, maar wist de Billboard Hot 100 niet te bereiken. In Nederland bereikte de plaat helemaal geen hitlijsten, terwijl het in Vlaanderen een klein succesje werd met een 3e positie in de Tipparade.

## Tracklijst
Muziekdownload
1. "Day I Die" - 4:16